# Svojkov
Svojkov là một làng thuộc huyện Česká Lípa, vùng Liberecký, Cộng hòa Séc.